# Tour de France 2018
Il Tour de France 2018, centocinquesima edizione della Grande Boucle, si è svolto dal 7 al 29 luglio 2018 su un percorso totale di 3 351 km, con partenza da Noirmoutier-en-l'Île, e arrivo, come da tradizione, a Parigi sugli Champs-Élysées. La vittoria fu appannaggio del britannico Geraint Thomas, il quale completò il percorso in 83h17'13". 
Il gallese precedette il cronoman e passista-scalatore olandese Tom Dumoulin, secondo della classifica generale ed al suo unico podio ottenuto nella grande corsa a tappe francese. 
Il passista-scalatore e cronoman britannico Chris Froome, compagno di squadra del vincitore, giunse terzo nella classifica finale.
Sul traguardo degli Champs-Élysées di Parigi 145 ciclisti, su 176 partiti da Noirmoutier-en-l'Île, portarono a termine la competizione.

## Percorso
Le prime quattro tappe sono state svelate il 28 febbraio 2017 e si tengono tutte nella regione della Vandea; la terza frazione in programma a Cholet, è una cronometro a squadre. Il percorso definitivo e completo viene ufficializzato il 17 ottobre dello stesso anno al Palazzo dei Congressi di Parigi. Torna il pavé: la nona tappa arriva infatti al velodromo di Roubaix, dopo 21 chilometri sulle pietre. Gli arrivi in salita sono cinque, le tappe piatte dedicate ai velocisti otto, compresa la classica passerella finale sugli Champs-Élysées. Grossa novità dell'edizione risulta la 17ª tappa, lunga solamente 65 chilometri e con ben tre salite da affrontare.

## Tappe
| Tappa  | Data      | Percorso                                              | km    | Vincitore di tappa  | Leader cl. generale |
| ------ | --------- | ----------------------------------------------------- | ----- | ------------------- | ------------------- |
| 1ª     | 7 luglio  | Noirmoutier-en-l'Île > Fontenay-le-Comte              | 201   | Fernando Gaviria    | Fernando Gaviria    |
| 2ª     | 8 luglio  | Mouilleron-Saint-Germain > La Roche-sur-Yon           | 182,5 | Peter Sagan         | Peter Sagan         |
| 3ª     | 9 luglio  | Cholet > Cholet (cron. a squadre)                     | 35,5  | BMC Racing Team     | Greg Van Avermaet   |
| 4ª     | 10 luglio | La Baule > Sarzeau                                    | 194   | Fernando Gaviria    | Greg Van Avermaet   |
| 5ª     | 11 luglio | Lorient > Quimper                                     | 204,5 | Peter Sagan         | Greg Van Avermaet   |
| 6ª     | 12 luglio | Brest > Mûr-de-Bretagne                               | 181   | Daniel Martin       | Greg Van Avermaet   |
| 7ª     | 13 luglio | Fougères > Chartres                                   | 231   | Dylan Groenewegen   | Greg Van Avermaet   |
| 8ª     | 14 luglio | Dreux > Amiens                                        | 181   | Dylan Groenewegen   | Greg Van Avermaet   |
| 9ª     | 15 luglio | Arras > Roubaix                                       | 156,5 | John Degenkolb      | Greg Van Avermaet   |
|        | 16 luglio | giorno di riposo                                      |       |                     |                     |
| 10ª    | 17 luglio | Annecy > Le Grand-Bornand                             | 158,5 | Julian Alaphilippe  | Greg Van Avermaet   |
| 11ª    | 18 luglio | Albertville > La Rosière                              | 108,5 | Geraint Thomas      | Geraint Thomas      |
| 12ª    | 19 luglio | Bourg-Saint-Maurice > Alpe d'Huez                     | 175,5 | Geraint Thomas      | Geraint Thomas      |
| 13ª    | 20 luglio | Le Bourg-d'Oisans > Valence                           | 169,5 | Peter Sagan         | Geraint Thomas      |
| 14ª    | 21 luglio | Saint-Paul-Trois-Châteaux > Mende                     | 188   | Omar Fraile         | Geraint Thomas      |
| 15ª    | 22 luglio | Millau > Carcassonne                                  | 181,5 | Magnus Cort Nielsen | Geraint Thomas      |
|        | 23 luglio | giorno di riposo                                      |       |                     |                     |
| 16ª    | 24 luglio | Carcassonne > Bagnères-de-Luchon                      | 218   | Julian Alaphilippe  | Geraint Thomas      |
| 17ª    | 25 luglio | Bagnères-de-Luchon > Saint-Lary-Soulan                | 65    | Nairo Quintana      | Geraint Thomas      |
| 18ª    | 26 luglio | Trie-sur-Baïse > Pau                                  | 171   | Arnaud Démare       | Geraint Thomas      |
| 19ª    | 27 luglio | Lourdes > Laruns                                      | 200,5 | Primož Roglič       | Geraint Thomas      |
| 20ª    | 28 luglio | Saint-Pée-sur-Nivelle > Espelette (cron. individuale) | 31    | Tom Dumoulin        | Geraint Thomas      |
| 21ª    | 29 luglio | Houilles > Parigi (Champs Élysées)                    | 116   | Alexander Kristoff  | Geraint Thomas      |
| Totale | Totale    | Totale                                                | 3 350 |                     |                     |

## Squadre e corridori partecipanti
Al Tour de France partecipano 22 squadre composte da 8 corridori, per un totale di 176 al via. Alle 18 squadre con licenza World Tour, partecipanti di diritto, se ne aggiungono 4 Professional Continental invitate dall'organizzazione: Team Fortuneo-Samsic, Direct Énergie, Cofidis, Solutions Crédits e Wanty-Groupe Gobert.
| N.      | Cod. | Squadra                        |
| ------- | ---- | ------------------------------ |
| 1-8     | SKY  | Team Sky                       |
| 11-18   | EFD  | Team EF Education First-Drapac |
| 21-28   | ALM  | AG2R La Mondiale               |
| 31-38   | SUN  | Team Sunweb                    |
| 41-48   | FST  | Team Fortuneo-Samsic           |
| 51-58   | TBM  | Bahrain-Merida                 |
| 61-68   | MTS  | Mitchelton-Scott               |
| 71-78   | MOV  | Movistar Team                  |
| 81-88   | BMC  | BMC Racing Team                |
| 91-98   | UAD  | UAE Team Emirates              |
| 101-108 | QST  | Quick-Step Floors              |

| N.      | Cod. | Squadra                    |
| ------- | ---- | -------------------------- |
| 111-118 | BOH  | Bora-Hansgrohe             |
| 121-128 | AST  | Astana Pro Team            |
| 131-138 | DDD  | Team Dimension Data        |
| 141-148 | TKA  | Team Katusha Alpecin       |
| 151-158 | GFC  | Groupama-FDJ               |
| 161-168 | TLJ  | Team Lotto NL-Jumbo        |
| 171-178 | LTS  | Lotto Soudal               |
| 181-188 | TDE  | Direct Énergie             |
| 191-198 | TFS  | Trek-Segafredo             |
| 201-208 | COF  | Cofidis, Solutions Crédits |
| 211-218 | WGG  | Wanty-Groupe Gobert        |

## Dettagli delle tappe

### 1ª tappa
- 7 luglio: Noirmoutier-en-l'Île > Fontenay-le-Comte – 201 km

Risultati
| Pos. | Corridore        | Squadra    | Tempo    |
| ---- | ---------------- | ---------- | -------- |
| 1    | Fernando Gaviria | Quick-Step | 4h23'32" |
| 2    | Peter Sagan      | Bora       | s.t.     |
| 3    | Marcel Kittel    | Katusha    | s.t.     |

| Pos. | Corridore        | Squadra    | Tempo    |
| ---- | ---------------- | ---------- | -------- |
| 1    | Fernando Gaviria | Quick-Step | 4h23'22" |
| 2    | Peter Sagan      | Bora       | a 4"     |
| 3    | Marcel Kittel    | Katusha    | a 6"     |

### 2ª tappa
- 8 luglio: Mouilleron-Saint-Germain > La Roche-sur-Yon – 182,5 km

Risultati
| Pos. | Corridore       | Squadra      | Tempo    |
| ---- | --------------- | ------------ | -------- |
| 1    | Peter Sagan     | Bora         | 4h06'37" |
| 2    | Sonny Colbrelli | Bahrain-Mer. | s.t.     |
| 3    | Arnaud Démare   | Groupama     | s.t.     |

| Pos. | Corridore        | Squadra      | Tempo    |
| ---- | ---------------- | ------------ | -------- |
| 1    | Peter Sagan      | Bora         | 8h29'53" |
| 2    | Fernando Gaviria | Quick-Step   | a 6"     |
| 3    | Sonny Colbrelli  | Bahrain-Mer. | a 10"    |

### 3ª tappa
- 9 luglio: Cholet > Cholet – Cronometro a squadre – 35,5 km

Risultati
| Pos. | Squadra           | Tempo  |
| ---- | ----------------- | ------ |
| 1    | BMC Racing Team   | 38'46" |
| 2    | Team Sky          | a 4"   |
| 3    | Quick-Step Floors | a 7"   |

| Pos. | Corridore          | Squadra | Tempo    |
| ---- | ------------------ | ------- | -------- |
| 1    | Greg Van Avermaet  | BMC     | 9h08'55" |
| 2    | Tejay van Garderen | BMC     | s.t.     |
| 3    | Geraint Thomas     | Sky     | a 3"     |

### 4ª tappa
- 10 luglio: La Baule > Sarzeau – 195 km

Risultati
| Pos. | Corridore        | Squadra    | Tempo    |
| ---- | ---------------- | ---------- | -------- |
| 1    | Fernando Gaviria | Quick-Step | 4h25'01" |
| 2    | Peter Sagan      | Bora       | s.t.     |
| 3    | André Greipel    | Lotto      | s.t.     |

| Pos. | Corridore          | Squadra | Tempo     |
| ---- | ------------------ | ------- | --------- |
| 1    | Greg Van Avermaet  | BMC     | 13h33'56" |
| 2    | Tejay van Garderen | BMC     | s.t.      |
| 3    | Geraint Thomas     | Sky     | a 3"      |

### 5ª tappa
- 11 luglio: Lorient > Quimper – 204,5 km

Risultati
| Pos. | Corridore        | Squadra      | Tempo    |
| ---- | ---------------- | ------------ | -------- |
| 1    | Peter Sagan      | Bora         | 4h48'06" |
| 2    | Sonny Colbrelli  | Bahrain-Mer. | s.t.     |
| 3    | Philippe Gilbert | Quick-Step   | s.t.     |

| Pos. | Corridore          | Squadra    | Tempo     |
| ---- | ------------------ | ---------- | --------- |
| 1    | Greg Van Avermaet  | BMC        | 18h22'00" |
| 2    | Tejay van Garderen | BMC        | a 2"      |
| 3    | Philippe Gilbert   | Quick-Step | a 3"      |

### 6ª tappa
- 12 luglio: Brest > Mûr-de-Bretagne – 181 km

Risultati
| Pos. | Corridore           | Squadra  | Tempo    |
| ---- | ------------------- | -------- | -------- |
| 1    | Daniel Martin       | UAE      | 4h13'43" |
| 2    | Pierre Roger Latour | AG2R     | a 1"     |
| 3    | Alejandro Valverde  | Movistar | a 3"     |

| Pos. | Corridore          | Squadra | Tempo     |
| ---- | ------------------ | ------- | --------- |
| 1    | Greg Van Avermaet  | BMC     | 22h35'46" |
| 2    | Geraint Thomas     | Sky     | a 3"      |
| 3    | Tejay van Garderen | BMC     | a 5"      |

### 7ª tappa
- 13 luglio: Fougères > Chartres – 231 km

Risultati
| Pos. | Corridore         | Squadra    | Tempo    |
| ---- | ----------------- | ---------- | -------- |
| 1    | Dylan Groenewegen | Lotto NL   | 5h43'42" |
| 2    | Fernando Gaviria  | Quick-Step | s.t.     |
| 3    | Peter Sagan       | Bora       | s.t.     |

| Pos. | Corridore          | Squadra | Tempo     |
| ---- | ------------------ | ------- | --------- |
| 1    | Greg Van Avermaet  | BMC     | 28h19'25" |
| 2    | Geraint Thomas     | Sky     | a 6"      |
| 3    | Tejay van Garderen | BMC     | a 8"      |

### 8ª tappa
- 14 luglio: Dreux > Amiens – 181 km

Risultati
| Pos. | Corridore         | Squadra  | Tempo    |
| ---- | ----------------- | -------- | -------- |
| 1    | Dylan Groenewegen | Lotto NL | 4h23'36" |
| 2    | Peter Sagan       | Bora     | s.t.     |
| 3    | John Degenkolb    | Trek     | s.t.     |

| Pos. | Corridore          | Squadra | Tempo     |
| ---- | ------------------ | ------- | --------- |
| 1    | Greg Van Avermaet  | BMC     | 32h43'00" |
| 2    | Geraint Thomas     | Sky     | a 7"      |
| 3    | Tejay van Garderen | BMC     | a 9"      |

### 9ª tappa
- 15 luglio: Arras > Roubaix – 156,5 km

Risultati
| Pos. | Corridore         | Squadra    | Tempo    |
| ---- | ----------------- | ---------- | -------- |
| 1    | John Degenkolb    | Trek       | 3h24'26" |
| 2    | Greg Van Avermaet | BMC        | s.t.     |
| 3    | Yves Lampaert     | Quick-Step | s.t.     |

| Pos. | Corridore         | Squadra    | Tempo     |
| ---- | ----------------- | ---------- | --------- |
| 1    | Greg Van Avermaet | BMC        | 36h07'17" |
| 2    | Geraint Thomas    | Sky        | a 43"     |
| 3    | Philippe Gilbert  | Quick-Step | a 44"     |

### 10ª tappa
- 17 luglio: Annecy > Le Grand-Bornand – 158,5 km

Risultati
| Pos. | Corridore          | Squadra      | Tempo    |
| ---- | ------------------ | ------------ | -------- |
| 1    | Julian Alaphilippe | Quick-Step   | 4h25'27" |
| 2    | Ion Izagirre       | Bahrain-Mer. | a 1'34"  |
| 3    | Rein Taaramäe      | Direct       | a 1'40"  |

| Pos. | Corridore          | Squadra  | Tempo     |
| ---- | ------------------ | -------- | --------- |
| 1    | Greg Van Avermaet  | BMC      | 40h34'28" |
| 2    | Geraint Thomas     | Sky      | a 2'22"   |
| 3    | Alejandro Valverde | Movistar | a 3'10"   |

### 11ª tappa
- 18 luglio: Albertville > La Rosière – 108,5 km

Risultati
| Pos. | Corridore      | Squadra | Tempo    |
| ---- | -------------- | ------- | -------- |
| 1    | Geraint Thomas | Sky     | 3h29'36" |
| 2    | Tom Dumoulin   | Sunweb  | a 20"    |
| 3    | Chris Froome   | Sky     | s.t.     |

| Pos. | Corridore      | Squadra | Tempo     |
| ---- | -------------- | ------- | --------- |
| 1    | Geraint Thomas | Sky     | 44h06'16" |
| 2    | Chris Froome   | Sky     | a 1'25"   |
| 3    | Tom Dumoulin   | Sunweb  | a 1'44"   |

### 12ª tappa
- 19 luglio: Bourg-Saint-Maurice > Alpe d'Huez – 175,5 km

Risultati
| Pos. | Corridore      | Squadra | Tempo    |
| ---- | -------------- | ------- | -------- |
| 1    | Geraint Thomas | Sky     | 5h18'37" |
| 2    | Tom Dumoulin   | Sunweb  | a 2"     |
| 3    | Romain Bardet  | AG2R    | a 3"     |

| Pos. | Corridore      | Squadra | Tempo     |
| ---- | -------------- | ------- | --------- |
| 1    | Geraint Thomas | Sky     | 49h24'43" |
| 2    | Chris Froome   | Sky     | a 1'39"   |
| 3    | Tom Dumoulin   | Sunweb  | a 1'50"   |

### 13ª tappa
- 20 luglio: Le Bourg-d'Oisans > Valence – 169,5 km

Risultati
| Pos. | Corridore          | Squadra  | Tempo    |
| ---- | ------------------ | -------- | -------- |
| 1    | Peter Sagan        | Bora     | 3h45'55" |
| 2    | Alexander Kristoff | UAE      | s.t.     |
| 3    | Arnaud Démare      | Groupama | s.t.     |

| Pos. | Corridore      | Squadra | Tempo     |
| ---- | -------------- | ------- | --------- |
| 1    | Geraint Thomas | Sky     | 53h10'38" |
| 2    | Chris Froome   | Sky     | a 1'39"   |
| 3    | Tom Dumoulin   | Sunweb  | a 1'50"   |

### 14ª tappa
- 21 luglio: Saint-Paul-Trois-Châteaux > Mende – 188 km

Risultati
| Pos. | Corridore          | Squadra    | Tempo    |
| ---- | ------------------ | ---------- | -------- |
| 1    | Omar Fraile        | Astana     | 4h41'57" |
| 2    | Julian Alaphilippe | Quick-Step | a 6"     |
| 3    | Jasper Stuyven     | Trek       | s.t.     |

| Pos. | Corridore      | Squadra | Tempo     |
| ---- | -------------- | ------- | --------- |
| 1    | Geraint Thomas | Sky     | 58h10'44" |
| 2    | Chris Froome   | Sky     | a 1'39"   |
| 3    | Tom Dumoulin   | Sunweb  | a 1'50"   |

### 15ª tappa
- 22 luglio: Millau > Carcassonne – 181,5 km

Risultati
| Pos. | Corridore           | Squadra      | Tempo    |
| ---- | ------------------- | ------------ | -------- |
| 1    | Magnus Cort Nielsen | Astana       | 4h25'52" |
| 2    | Jon Izagirre        | Bahrain-Mer. | s.t.     |
| 3    | Bauke Mollema       | Trek         | a 2"     |

| Pos. | Corridore      | Squadra | Tempo     |
| ---- | -------------- | ------- | --------- |
| 1    | Geraint Thomas | Sky     | 62h49'47" |
| 2    | Chris Froome   | Sky     | a 1'39"   |
| 3    | Tom Dumoulin   | Sunweb  | a 1'50"   |

### 16ª tappa
- 24 luglio: Carcassonne > Bagnères-de-Luchon – 218 km

Risultati
| Pos. | Corridore          | Squadra      | Tempo    |
| ---- | ------------------ | ------------ | -------- |
| 1    | Julian Alaphilippe | Quick-Step   | 5h13'22" |
| 2    | Gorka Izagirre     | Bahrain-Mer. | a 15"    |
| 3    | Adam Yates         | Mitchelton   | s.t.     |

| Pos. | Corridore      | Squadra | Tempo     |
| ---- | -------------- | ------- | --------- |
| 1    | Geraint Thomas | Sky     | 68h12'01" |
| 2    | Chris Froome   | Sky     | a 1'39"   |
| 3    | Tom Dumoulin   | Sunweb  | a 1'50"   |

### 17ª tappa
- 25 luglio: Bagnères-de-Luchon > Saint-Lary-Soulan – 65 km

Risultati
| Pos. | Corridore      | Squadra  | Tempo    |
| ---- | -------------- | -------- | -------- |
| 1    | Nairo Quintana | Movistar | 2h21'27" |
| 2    | Daniel Martin  | UAE      | a 28"    |
| 3    | Geraint Thomas | Sky      | a 47"    |

| Pos. | Corridore      | Squadra | Tempo     |
| ---- | -------------- | ------- | --------- |
| 1    | Geraint Thomas | Sky     | 70h34'11" |
| 2    | Tom Dumoulin   | Sunweb  | a 1'59"   |
| 3    | Chris Froome   | Sky     | a 2'31"   |

### 18ª tappa
- 26 luglio: Trie-sur-Baïse > Pau – 171 km

Risultati
| Pos. | Corridore          | Squadra  | Tempo    |
| ---- | ------------------ | -------- | -------- |
| 1    | Arnaud Démare      | Groupama | 3h46'50" |
| 2    | Christophe Laporte | Cofidis  | s.t.     |
| 3    | Alexander Kristoff | UAE      | s.t.     |

| Pos. | Corridore      | Squadra | Tempo     |
| ---- | -------------- | ------- | --------- |
| 1    | Geraint Thomas | Sky     | 74h21'01" |
| 2    | Tom Dumoulin   | Sunweb  | a 1'59"   |
| 3    | Chris Froome   | Sky     | a 2'31"   |

### 19ª tappa
- 27 luglio: Lourdes > Laruns – 200,5 km

Risultati
| Pos. | Corridore      | Squadra  | Tempo    |
| ---- | -------------- | -------- | -------- |
| 1    | Primož Roglič  | Lotto NL | 5h28'17" |
| 2    | Geraint Thomas | Sky      | a 19"    |
| 3    | Romain Bardet  | AG2R     | s.t.     |

| Pos. | Corridore      | Squadra  | Tempo     |
| ---- | -------------- | -------- | --------- |
| 1    | Geraint Thomas | Sky      | 79h49'31" |
| 2    | Tom Dumoulin   | Sunweb   | a 2'05"   |
| 3    | Primož Roglič  | Lotto NL | a 2'24"   |

### 20ª tappa
- 28 luglio: Saint-Pée-sur-Nivelle > Espelette – Cronometro individuale – 31 km

Risultati
| Pos. | Corridore      | Squadra | Tempo  |
| ---- | -------------- | ------- | ------ |
| 1    | Tom Dumoulin   | Sunweb  | 40'52" |
| 2    | Chris Froome   | Sky     | a 1"   |
| 3    | Geraint Thomas | Sky     | a 14"  |

| Pos. | Corridore      | Squadra | Tempo     |
| ---- | -------------- | ------- | --------- |
| 1    | Geraint Thomas | Sky     | 80h30'37" |
| 2    | Tom Dumoulin   | Sunweb  | a 1'51"   |
| 3    | Chris Froome   | Sky     | a 2'24"   |

### 21ª tappa
- 29 luglio: Houilles > Parigi (Champs Élysées) – 116 km

Risultati
| Pos. | Corridore          | Squadra  | Tempo    |
| ---- | ------------------ | -------- | -------- |
| 1    | Alexander Kristoff | UAE      | 2h46'36" |
| 2    | John Degenkolb     | Trek     | s.t.     |
| 3    | Arnaud Démare      | Groupama | s.t.     |

| Pos. | Corridore      | Squadra | Tempo     |
| ---- | -------------- | ------- | --------- |
| 1    | Geraint Thomas | Sky     | 83h17'13" |
| 2    | Tom Dumoulin   | Sunweb  | a 1'51"   |
| 3    | Chris Froome   | Sky     | a 2'24"   |

## Evoluzione delle classifiche
| Tappa              | Vincitore           | Classifica generale Maglia gialla | Classifica a punti Maglia verde | Classifica scalatori Maglia a pois | Classifica giovani Maglia bianca | Classifica a squadre Numero giallo | Premio combattività Numero rosso |
| ------------------ | ------------------- | --------------------------------- | ------------------------------- | ---------------------------------- | -------------------------------- | ---------------------------------- | -------------------------------- |
| 1ª                 | Fernando Gaviria    | Fernando Gaviria                  | Fernando Gaviria                | Kévin Ledanois                     | Fernando Gaviria                 | Quick-Step Floors                  | Yoann Offredo                    |
| 2ª                 | Peter Sagan         | Peter Sagan                       | Peter Sagan                     | Dion Smith                         | Fernando Gaviria                 | Quick-Step Floors                  | Sylvain Chavanel                 |
| 3ª                 | BMC Racing Team     | Greg Van Avermaet                 | Peter Sagan                     | Dion Smith                         | Søren Kragh Andersen             | Quick-Step Floors                  | non assegnato                    |
| 4ª                 | Fernando Gaviria    | Greg Van Avermaet                 | Peter Sagan                     | Dion Smith                         | Søren Kragh Andersen             | Quick-Step Floors                  | Jérôme Cousin                    |
| 5ª                 | Peter Sagan         | Greg Van Avermaet                 | Peter Sagan                     | Toms Skujiņš                       | Søren Kragh Andersen             | Quick-Step Floors                  | Toms Skujiņš                     |
| 6ª                 | Daniel Martin       | Greg Van Avermaet                 | Peter Sagan                     | Toms Skujiņš                       | Søren Kragh Andersen             | Quick-Step Floors                  | Damien Gaudin                    |
| 7ª                 | Dylan Groenewegen   | Greg Van Avermaet                 | Peter Sagan                     | Toms Skujiņš                       | Søren Kragh Andersen             | Quick-Step Floors                  | Laurent Pichon                   |
| 8ª                 | Dylan Groenewegen   | Greg Van Avermaet                 | Peter Sagan                     | Toms Skujiņš                       | Søren Kragh Andersen             | Quick-Step Floors                  | Fabien Grellier                  |
| 9ª                 | John Degenkolb      | Greg Van Avermaet                 | Peter Sagan                     | Toms Skujiņš                       | Søren Kragh Andersen             | Quick-Step Floors                  | Damien Gaudin                    |
| 10ª                | Julian Alaphilippe  | Greg Van Avermaet                 | Peter Sagan                     | Julian Alaphilippe                 | Pierre Latour                    | Movistar Team                      | Greg Van Avermaet                |
| 11ª                | Geraint Thomas      | Geraint Thomas                    | Peter Sagan                     | Julian Alaphilippe                 | Pierre Latour                    | Movistar Team                      | Alejandro Valverde               |
| 12ª                | Geraint Thomas      | Geraint Thomas                    | Peter Sagan                     | Julian Alaphilippe                 | Pierre Latour                    | Movistar Team                      | Steven Kruijswijk                |
| 13ª                | Peter Sagan         | Geraint Thomas                    | Peter Sagan                     | Julian Alaphilippe                 | Pierre Latour                    | Movistar Team                      | Michael Schär                    |
| 14ª                | Omar Fraile         | Geraint Thomas                    | Peter Sagan                     | Julian Alaphilippe                 | Pierre Latour                    | Movistar Team                      | Jasper Stuyven                   |
| 15ª                | Magnus Cort Nielsen | Geraint Thomas                    | Peter Sagan                     | Julian Alaphilippe                 | Pierre Latour                    | Movistar Team                      | Rafał Majka                      |
| 16ª                | Julian Alaphilippe  | Geraint Thomas                    | Peter Sagan                     | Julian Alaphilippe                 | Pierre Latour                    | Bahrain-Merida                     | Philippe Gilbert                 |
| 17ª                | Nairo Quintana      | Geraint Thomas                    | Peter Sagan                     | Julian Alaphilippe                 | Pierre Latour                    | Movistar Team                      | Tanel Kangert                    |
| 18ª                | Arnaud Démare       | Geraint Thomas                    | Peter Sagan                     | Julian Alaphilippe                 | Pierre Latour                    | Movistar Team                      | Luke Durbridge                   |
| 19ª                | Primož Roglič       | Geraint Thomas                    | Peter Sagan                     | Julian Alaphilippe                 | Pierre Latour                    | Movistar Team                      | Mikel Landa                      |
| 20ª                | Tom Dumoulin        | Geraint Thomas                    | Peter Sagan                     | Julian Alaphilippe                 | Pierre Latour                    | Movistar Team                      | non assegnato                    |
| 21ª                | Alexander Kristoff  | Geraint Thomas                    | Peter Sagan                     | Julian Alaphilippe                 | Pierre Latour                    | Movistar Team                      | non assegnato                    |
| Classifiche finali | Classifiche finali  | Geraint Thomas                    | Peter Sagan                     | Julian Alaphilippe                 | Pierre Latour                    | Movistar Team                      | Daniel Martin                    |

Maglie indossate da altri ciclisti in caso di due o più maglie vinte
- Nella 2ª tappa Marcel Kittel ha indossato la maglia verde al posto di Fernando Gaviria.
- Nella 2ª tappa Dylan Groenewegen ha indossato la maglia bianca al posto di Fernando Gaviria.
- Nella 3ª tappa Alexander Kristoff ha indossato la maglia verde al posto di Peter Sagan.

## Classifiche finali

### Classifica generale - Maglia gialla
| Pos. | Corridore         | Squadra  | Tempo     |
| ---- | ----------------- | -------- | --------- |
| 1    | Geraint Thomas    | Sky      | 83h17'13" |
| 2    | Tom Dumoulin      | Sunweb   | a 1'51"   |
| 3    | Chris Froome      | Sky      | a 2'24"   |
| 4    | Primož Roglič     | Lotto NL | a 3'22"   |
| 5    | Steven Kruijswijk | Lotto NL | a 6'08"   |
| 6    | Romain Bardet     | AG2R     | a 6'57"   |
| 7    | Mikel Landa       | Movistar | a 7'37"   |
| 8    | Daniel Martin     | UAE      | a 9'05"   |
| 9    | Il'nur Zakarin    | Katusha  | a 12'37"  |
| 10   | Nairo Quintana    | Movistar | a 14'18"  |

### Classifica a punti - Maglia verde
| Pos. | Corridore          | Squadra    | Punti |
| ---- | ------------------ | ---------- | ----- |
| 1    | Peter Sagan        | Bora       | 477   |
| 2    | Alexander Kristoff | UAE        | 246   |
| 3    | Arnaud Démare      | Groupama   | 203   |
| 4    | John Degenkolb     | Trek       | 178   |
| 5    | Julian Alaphilippe | Quick-Step | 143   |

### Classifica scalatori - Maglia a pois
| Pos. | Corridore          | Squadra    | Punti |
| ---- | ------------------ | ---------- | ----- |
| 1    | Julian Alaphilippe | Quick-Step | 170   |
| 2    | Warren Barguil     | Fortuneo   | 91    |
| 3    | Rafał Majka        | Bora       | 76    |
| 4    | Geraint Thomas     | Sky        | 74    |
| 5    | Tom Dumoulin       | Sunweb     | 63    |

### Classifica giovani - Maglia bianca
| Pos. | Corridore        | Squadra     | Tempo       |
| ---- | ---------------- | ----------- | ----------- |
| 1    | Pierre Latour    | AG2R        | 83h39'26"   |
| 2    | Egan Bernal      | Sky         | a 5'39"     |
| 3    | Guillaume Martin | Wanty       | a 22'05"    |
| 4    | David Gaudu      | Groupama    | a 1h'07'48" |
| 5    | Daniel Martínez  | Educ. First | a 1h16'25"  |

### Classifica a squadre
| Pos. | Squadra             | Tempo      |
| ---- | ------------------- | ---------- |
| 1    | Movistar Team       | 250h24'53" |
| 2    | Bahrain-Merida      | a 12'33"   |
| 3    | Team Sky            | a 31'14"   |
| 4    | Team Lotto NL-Jumbo | a 47'24"   |
| 5    | Astana Pro Team     | a 1h15'32" |